# Weston Township (Missouri)
Weston Township est un ancien township, situé dans le comté de Platte, dans le Missouri, aux États-Unis,.
Le township est fondé en 1840 et baptisé en référence à la ville de Weston.

### Source de la traduction
- (en) Cet article est partiellement ou en totalité issu de l’article de Wikipédia en anglais intitulé « Weston Township, Platte County, Missouri » (voir la liste des auteurs).